# Comuna Horbî, Hlobîne
Horbî (în ucraineană Горби) este o comună în raionul Hlobîne, regiunea Poltava, Ucraina, formată din satele Bilousivka, Horbî (reședința) și Sîdorî.

## Demografie
Componența lingvistică a comunei Horbî
     Ucraineană (95,31%)
     Rusă (2,82%)
     Română (1,04%)
     Alte limbi (0,21%)
Conform recensământului din 2001, majoritatea populației comunei Horbî era vorbitoare de ucraineană (95,31%), existând în minoritate și vorbitori de rusă (2,82%) și română (1,04%).